# Garth Risk Hallberg
Pour les articles homonymes, voir Hallberg.
Œuvres principales
- City on Fire (en)

Garth Risk Hallberg, né en novembre 1978 en Louisiane, est un écrivain américain.

## Biographie
Né en novembre 1978,,, en Louisiane, près de Bâton-Rouge, Garth Risk Hallberg grandit à Greenville en Caroline du Nord,. Il obtient un BA à l'Université Washington de Saint-Louis dans le Missouri et un Master of Fine Arts à l'Université de New York.
Garth Risk Hallberg vit depuis 2004 à New York, dans l'arrondissement de Brooklyn, avec sa femme et ses deux enfants,. Il enseigne au Sarah Lawrence College à Yonkers.

### Un premier roman phénomène
Son roman City on Fire (en) est le premier roman le plus cher de l'histoire de l'édition : le manuscrit a été acheté 2 millions de dollars aux États-Unis, par l'éditeur Knopf en novembre 2013, avant même qu'il soit achevé. Le mois précédent, les droits d’adaptation cinématographiques avait déjà été acquis par le producteur Scott Rudin,. 
A noter également que l'éditeur français Plon a payé plus de 100 000 euros pour publier le roman en France. 
Dès sa parution en octobre 2015, la critique américaine dans son ensemble, sans toutefois être unanime, accueille très favorablement le roman qui figure d'emblée sur les listes des meilleurs livres de l'année de nombreux journaux ou magazines,, notamment les 100 Notable Books du supplément The New York Times Book Review, et devient rapidement un best-seller,,,.

## Œuvres

### Romans
- Vies et mœurs des familles d'Amérique du Nord, Plon, 2017 ((en) A Field Guide to the North American Family, 2007)
- City on Fire, Plon, 2016 ((en) City on Fire, 2015)